# دونوفان أوسبورن
دونوفان أوسبورن (بالإنجليزية: Donovan Osborne)‏ هو لاعب كرة قاعدة أمريكي، ولد في 21 يونيو 1969 في روزفيل في الولايات المتحدة.

## وصلات خارجية
- دونوفان أوسبورن على موقع دوري كرة القاعدة الرئيسي (الإنجليزية)
- دونوفان أوسبورن على موقعبيزبول رفرنس.كوم (الدوري الرئيسي) (الإنجليزية)
- دونوفان أوسبورن على موقع إي إس بي إن.كوم (أم.أل.بي) (الإنجليزية)
- دونوفان أوسبورن على موقع مشجعي الرسوم البيانية (الإنجليزية)